# Boxberg/O.L.
Boxberg/O.L. (Boxberg/Oberlausitz) är en kommun och ort i Landkreis Görlitz i förbundslandet Sachsen i Tyskland. Kommunen har cirka 4 400 invånare.